# Пырко, Иван Григорьевич
Иван Григорьевич Пырко (18.01.1930 — ?) — машинист бульдозера Калинковичского строительно-монтажного управления треста «Калинковичиводстрой» Министерства мелиорации и водного хозяйства СССР, Гомельская область Белорусской ССР. Герой Социалистического Труда (08.04.1971).

## Биография
Родился 18 января 1930 года в деревне Глинная Слобода Наховского сельсовета Речицкого района Гомельского округа Белорусской ССР, ныне в составе Защёбьевского сельсовета Речицкого района Гомельской области Белоруссии. Из крестьян. Белорус.
В период Великой Отечественной войны подростком пережил оккупацию родной деревни, занятой в июле 1941 года немецкими захватчиками. После освобождения в декабре 1943 года учёбу в школе продолжить не смог. Наравне со сверстниками, а также женщинами и стариками участвовал в восстановлении местного колхоза «Чирвоный коммунар» («Красный коммунар»). С 1949 года проходил срочную службу в рядах Советской Армии. После увольнения в запас в 1952 году вернулся на родину к труду в сельском хозяйстве. Получив на годичных курсах специальность тракториста, перешёл трудиться по ней в Василевичской, затем в Житковичской машинно-тракторных станциях (МТС).
При высоком качестве полевых работ успешно выполнял сменные задания. Весной развозил удобрения по полям, пахал и сеял. С началом лета активно участвовал в косовице. Когда подходило время жатвы, пересаживался на комбайн. После страды вновь переходил на трактор, сеял озимые культуры, заготавливал корма и поднимал зябь. В зимний период был задействован на различных работах, в том числе по развозке удобрений на поля, подготовке техники к весеннему севу. Пять лет до упразднения сети МТС в декабре 1958 года проработал на тракторе. Затем прошёл переобучение на машиниста бульдозера. Участвуя в сооружении осушительных систем на болотных массивах, прокладывал трассы для многоковшовых экскаваторов, срезал бугры, разравнивал площади, делал их планировку, засыпал траншеи.
В 1960 году вступил в КПСС. Работал в Житковичской ремонтно-механической и мелиоративной станции, в Копаткевичском строительно-монтажном управлении (СМУ) мелиорации Гомельского областного треста по производству мелиоративных работ (с 1965 года — Гомельского областного треста по производству гидромелиоративных, культурнотехнических и водохозяйственных работ) в структуре Белглавмелиоводхоза (с 1965 года — Министерства мелиорации и водного хозяйства Белорусской ССР). С 1962 года — бульдозерист Калинковичского СМУ мелиорации того же треста. За недолгий период работы на мелиорации местных болот зарекомендовал себя механизатором широкого профиля. Как ударник коммунистического труда, постоянно выполнял и перевыполнял сменные задания, при высоком качестве земляных работ проявлял бережное отношение к обслуживаемой технике.
В 1966 году Калинковичское СМУ мелиорации вошло в состав новообразованного Калинковичского специализированного треста по водохозяйственному строительству (Калинковичиводстрой) Главного управления по осушению земель и строительству совхозов в Полесье (Главполесьеводстрой) Министерства мелиорации и водного хозяйства СССР.
Экипаж под руководством Пырко показывал высокий класс работы, образцово готовил технику к каждому рабочему сезону и с каждым годом добивался всё более высоких производственных показателей, отвоёвывая у трясины землю, чтобы заставить её в полную силу служить людям. В короткий срок мелиораторы научились экономить время на каждом виде земляных работ и уже к концу седьмой (расширенной: 1959—1965) пятилетки они систематически перекрывали технические нормы эксплуатации и показывали образцы трудовой доблести, что способствовало успешному выполнению годовых норм выработки.
Наиболее высоких показателей Иван Григорьевич добился в выполнении заданий восьмого пятилетнего плана развития народного хозяйства (1966—1970). Он взял повышенное обязательство вырабатывать за смену по три-четыре дневных нормы. В летнюю пору его бульдозер работал круглосуточно, чтобы дать ещё больше — пять дневных норм. Для этого старший машинист сконструировал специальное приспособление для дополнительного освещения рабочей площадки машины. Работая на наиболее трудных участках мелиорации, пырковский экипаж за месяц выполнил почти полторы годовых норм, а план пятилетки — досрочно. Такой высокой выработки не добивался ещё ни один экипаж ни в одном СМУ республики. Настоящий трудовой подвиг И. Г. Пырко и его помощника Анатолия Сергеевича Заренка позволил участку, на котором они трудились, в кратчайшие сроки выйти из прорыва, уверенно завоевать и в дальнейшем прочно удерживать передовые позиции в тресте. За счёт улучшения организации труда, эксплуатации техники и сокращения её простоев, совмещения технологических операций, применения передовых методов механизации ручных работ, взаимозаменяемости членов бригады на трудоёмких операциях пырковцы выполнили принятые обязательства досрочно.
Указом Президиума Верховного Совета СССР от 8 апреля 1971 года за выдающиеся успехи, достигнутые в развитии сельскохозяйственного производства и выполнении пятилетнего плана продажи государству продуктов земледелия и животноводства, Пырко Ивану Григорьевичу присвоено звание Героя Социалистического Труда с вручением ордена Ленина и золотой медали «Серп и Молот».
В дальнейшем его ударный экипаж также показывал образцы высокопроизводительного труда, систематически перевыполнял производственные задания при отличном качестве земляных работ и тем самым досрочно выполнял плановые задания в сложных природно-климатических условиях новых пятилеток, внося весомый вклад в трудовые свершения Калинковичского СМУ (позднее — передвижная механизированная колонна, ПМК № 65). Вновь работая в паре с Василием Андреевичем Стомой (вместе начинали работать на мелиорации полесских болот), Иван Григорьевич активно включился в социалистическое соревнование за повышение эффективности водохозяйственных работ, улучшение их качества и сокращение сроков ввода объектов в действие. С началом девятой пятилетки (1971—1975) он первым в управлении бросил клич «Пятилетку — за два с половиной года!» и к началу десятой (1976—1980) выполнил три пятилетних плана.
Он же выступил инициатором движения наставничества в коллективе. Через его школу прошли десятки будущих механизаторов, ставших первоклассными механизаторами-мелиораторами, а его опыт взяли на вооружение десятки других мелиораторов треста, к нему приезжали учиться со всей Гомельской области. Работал в ПМК № 65 треста «Калинковичиводстрой» (ныне — республиканское унитарное предприятие по строительству и эксплуатации мелиоративных и водохозяйственных систем «Калинковичиводстрой») до выхода на заслуженный отдых.
Жил в городе Калинковичи, районном центре Гомельской области Белоруссии.

## Награды
- Золотая медаль «Серп и Молот» (08.04.1971);
- орден Ленина (08.04.1971)
- Медаль «За трудовое отличие»
- Медаль «В ознаменование 100-летия со дня рождения Владимира Ильича Ленина» (6 апреля 1970)
- Медаль «За доблестный труд в Великой Отечественной войне 1941—1945 гг.»
- и другими
- Отмечен Почётной Грамотой Верховного Совета Белорусской ССР, дипломами и почётными грамотами.

## Память
- На могиле установлен надгробный памятник.